# Pierre Massy
Petrus Hubertus „Pierre” Massy (ur. 3 lutego 1900 w Roermond, zm. 3 sierpnia 1958 tamże) – holenderski piłkarz grający na pozycji pomocnika. W swojej karierze rozegrał 12 meczów i strzelił 3 gole w reprezentacji Holandii.

## Kariera klubowa
Całą swoją karierę piłkarską Massy spędził w klubie RVV Roermond. Zadebiutował w nim w 1921 roku i grał w nim do 1933 roku.

## Kariera reprezentacyjna
W reprezentacji Holandii Massy zadebiutował 31 października 1926 roku w przegranym 2:3 towarzyskim meczu z Niemcami, rozegranym w Amsterdamie. W 1928 roku był w kadrze Holandii na igrzyska olimpijskie w Amsterdamie. Od 1926 do 1928 roku rozegrał w kadrze narodowej 12 meczów i zdobył w nich 3 bramki.